# Lucien Brindavoine
Lucien Brindavoine est un personnage de fiction créé par l'auteur de bande dessinée français Jacques Tardi. Il est apparu en novembre 1972 dans l'hebdomadaire Pilote dans ce qui fut le premier récit à suivre de Jacques Tardi, Adieu Brindavoine. 

## Biographie
En 1914, Lucien Brindavoine est un dilettante, photographe amateur, qui vit de l'héritage de son père, officier de carrière tué par les indigènes durant la pacification de l'Algérie. Il est entraîné dans une aventure dangereuse par l'obsession du milliardaire américain Otto Lindenberg, sans enfant, de trouver un héritier pour son empire financier. Lucien est un des deux héritiers potentiels sélectionnés, bien qu'il ne soit pas du tout candidat à ces responsabilités. L'aventure se termine tragiquement en Asie centrale, Lucien étant le seul survivant d'un règlement de comptes sanglant entre les prétendants à la fortune de Lindenberg. Naufragé à bord d'un dirigeable à la dérive, il est repêché en Mer Noire par la marine impériale russe et renvoyé en France. Ne s'étant pas présenté spontanément à la mobilisation générale, il est traité en déserteur et envoyé sur le front. Ne s'estimant pas concerné par la folie meurtrière généralisée, il se blesse délibérément et attrape la gangrène. Évacué sur un hôpital de l'arrière, il est sauvé par le chirurgien militaire qui lui ampute le bras avant que l'infection ne gagne tout l'organisme. Ce chirurgien n'est autre que le professeur Dieuleveut, l'ennemi mortel d'Adèle Blanc-Sec, mobilisé lui aussi. Dieuleveut ne dénonce pas Brindavoine pour mutilation volontaire, le sauvant ainsi du peloton d'exécution. Brindavoine pense que c'est par générosité, et repart de l’hôpital avec un souvenir ému de son sauveur. En fait, il a déliré dans sa fièvre et parlé d'Adèle Blanc-Sec. Dieuleveut pense qu'il pourra le mener jusqu'à elle, et enfin la tuer.
Lucien Brindavoine, revenu de la Première Guerre mondiale, devient ensuite un personnage central des Aventures extraordinaires d'Adèle Blanc-Sec.
Il meurt en 1933 « à l'hôpital Broussais, la rate pleine de ferraille, blessé à mort par un flic… une affaire de proxénétisme… », comme le précise le narrateur de l'album Adieu Brindavoine.